# گراهام گرین (بازیگر)
گراهام گرین (انگلیسی: Graham Greene؛ زاده ۲۲ ژوئن ۱۹۵۲) یک هنرپیشه اهل کانادا است. وی از سال ۱۹۷۹ میلادی تاکنون مشغول فعالیت بوده‌است.
از فیلم‌ها یا برنامه‌های تلویزیونی که وی در آن نقش داشته‌است می‌توان به رقصنده با گرگ‌ها، گرگ و میش: سپیده‌دم - قسمت دوم، جان‌سخت ۳، مسیر سبز، ماوریک، گمشده و شوریدگی، کامیلا، تندردل، همه کلاه و فقط دفن‌شده اشاره کرد.